# Jil Sander

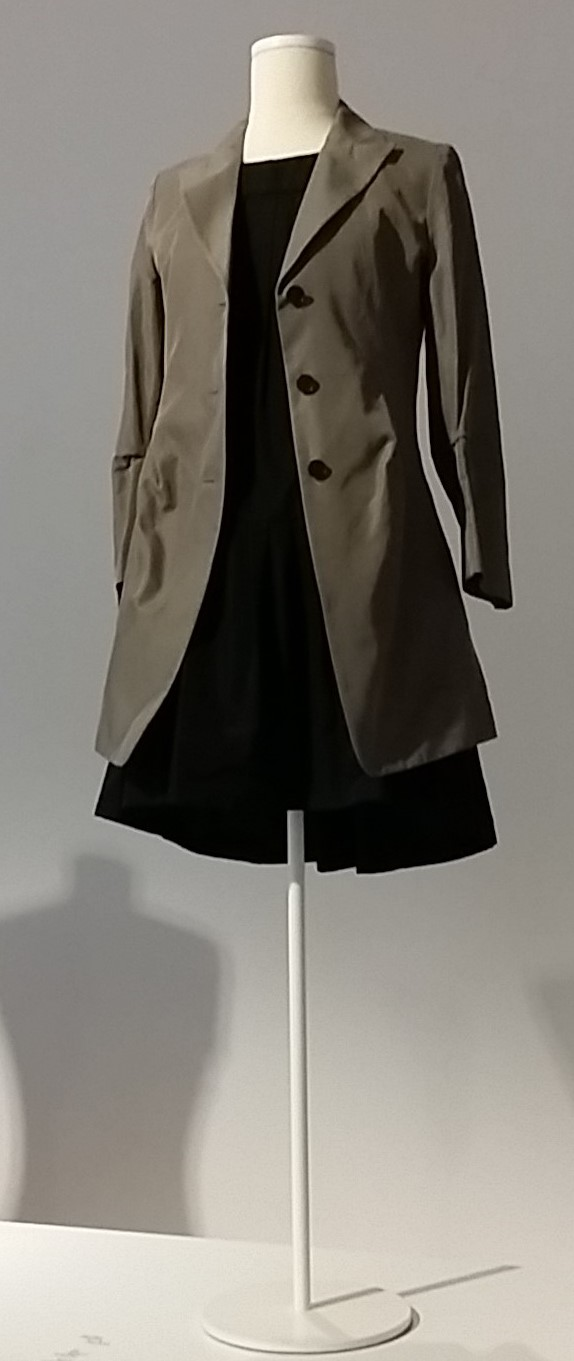
Zestaw Jil Sander dla jej linii J+ dla UNIQLO, wiosna-lato 2011. Czarna sukienka z dżerseju poliestrowego i gabardynowa kurtka z mieszanki bawełny.

Jil Sander, właściwie Heidemarie Jiline Sander (ur. 27 listopada 1943 roku w Wesselburen, w powiecie Dithmarschen) – niemiecka projektantka mody. 

## Życiorys
Sander urodziła się w 1943 roku w niemieckim mieście Wesselburen. Jej rodzina pochodzi ze Szwecji. Przyszła projektantka dorastała niedaleko Hamburga. 
W 1963 roku w Krefeld otrzymała tytuł inżyniera projektowania tkanin na Krefeld School of Textiles. Przez dwa lata uczęszczała także na Uniwersytet Kalifornijski w Los Angeles. Pracowała jako dziennikarka modowa najpierw dla amerykańskie McCall's, a następnie dla niemieckich magazynów Petra i Constanze. Karierę dziennikarską przerwała po tym jak po śmierci ojca musiała wrócić do Niemiec.
W 1967 roku w Hamburgu otworzyła butik. Sprzedawała tam ubrania markowych projektantów takich jak: Thierry Mugler, Sonia Rykiel. W kolejnych latach w ofercie sklepu znalazły się własne projekty Sander.
W 1968 roku założyła swój dom mody Jil Sander. W 1975 roku po raz pierwszy zaprezentowała swoją kolekcję w Paryżu. Pokaz nie został uznany za sukces młodej projektantki, jednak w kolejnych latach jej minimalistyczne projekty zyskiwały coraz większe grono zainteresowanych. W 1989 roku marka weszła na giełdę we Frankfurcie, a w kolejnych latach rozpoczęła ekspansję na rynek azjatycki. W 1979 roku marka Jill Sander poszerzyła ofertę o kosmetyki oraz perfumy.
Projekty Jill Sander fotogrofowali m.in. Peter Lindbergh, Irving Penn, a modelką była np. Kate Moss.
W 1999 roku Sander sprzedała większościowe udziały Prada Group, a nowym dyrektorem firmy został Patrizio Bertelli.
W 2004 roku Jil Sander odeszła z własnej firmy.